# Kotalm
Kotalm, im Tiroler Deutschen verwendeter Flurname für Almen. Die Bedeutung ergibt sich aus der ursprünglich kotigen Beschaffenheit dieser Weidefläche. Vergleichbar damit ist der aus dem Bündnerromanischen abgeleitete Flurname Lizum.